# Sympetrum maculatum
Sympetrum maculatum is een libellensoort uit de familie van de korenbouten (Libellulidae), onderorde echte libellen (Anisoptera).
De soort staat op de Rode Lijst van de IUCN als bedreigd, beoordelingsjaar 2007, de trend van de populatie is volgens de IUCN dalend.
De wetenschappelijke naam Sympetrum maculatum werd in 1922 gepubliceerd door Mamoru Oguma.

## Synoniemen
- Sympetrum anomalum Needham, 1930